# 1468

## Esdeveniments
Països Catalans
Resta del món

## Naixements
Països Catalans
- Sant Gregori: Joan Margarit i de Requesens, 50è president de la Generalitat de Catalunya.Resta del món
- 12 de juliol - Fermoselle (Salamanca, Castella i Lleó): Juan del Encina, poeta, músic i autor de teatre espanyol (m. 1529).

## Necrològiques
Països Catalans
- 13 de febrer, Tarragona: Joana Enríquez i Fernández de Córdoba, reina de Navarra i de Catalunya-Aragó (n. 1425).[1]

Resta del món
- 17 de gener - Lezhë (República de Venècia, actual Albània): Skanderbeg, heroi albanès (n. 1403).
- 3 de febrer - Magúncia, Sacre Imperi: Johannes Gutenberg, orfebre i inventor alemany.